# Combretum aureonitens
Combretum aureonitens là một loài thực vật có hoa trong họ Trâm bầu. Loài này được Engl. & Gilg mô tả khoa học đầu tiên năm 1903.